# 拉宾·阿浩
拉宾阿浩国家民俗节（Rabin Ajaw），又称Rabin Ajau或者Ra’bin Ajaw，是危地马拉维拉帕塞斯地区（Verapaces） 每年举办的一个土著玛雅节日。庆祝活动主要在维拉帕塞斯地区的科班市（Cobán） 举行。该节日被认为是最大最重要的玛雅人节日。 庆祝活动在七月的最后一个星期六举行。人们燃放烟花、穿玛雅传统服装游行、以及跳玛雅传统舞蹈。

## 皇后选美
此节目的主要项目是在科班市土著选手中的皇后选美。虽然称为皇后， 这并不是一个政治席位。
选手要求包括:
- 具有玛雅血统的年轻女性 （没有年龄的限制要求，但是一般都会在18到24岁之间）。
- 识字
- 与组织者、委员会成员或评委没有亲属关系。
- 此前没有参加过“皇后”评选。
- 未谈过恋爱。获胜者在获胜后必须要保持单身一年。[1]

在评选的初赛阶段，参赛者需要从七个题目中挑选一个题目，以西班牙语和玛雅语进行演讲。 因此会说流畅的玛雅语是非常重要考评内容。研究玛雅民俗的学者Elizabet Rasch就注意到曾经有参赛者因为不会说玛雅语而被羞辱的事情。 初选筛选出13个候选人。进入下一轮的候选人需要回答评委们提出的多个问题。评委们根据候选人的表现，选出最终的胜利者，作为本年度的“皇后”。
卸任皇后加冕上任皇后。冠是银色并有三根格查尔鸟的羽毛。当选皇后在重要社会问题上发表的见解，会备受大家的重视。
选出皇后之后，从晚上八点或者稍晚，大规模的庆祝活动开始进行。

## 民俗节的历史
在科班，从二十世纪三十年代开始就有选美性质的活动了。
1969年 马可·奥雷利奥·阿隆索 （Marco Aurelio Alonzo）教授为了庆贺科班市提议创建拉宾·阿浩当一独立的节日。 学者Elizabet Rasch认为这种从三十年代开始的选美活动，比如Rabin  Ajaw国家民俗节等，是当地玛雅人重新拥抱玛雅土著文化的一种形式。从二十世纪七十年代开始，这类选美比赛的叙事越来越具有政治色彩，反映出当地玛雅人对自己身份的认同。
在二十一世纪初，有土著组织者抗议这个活动，称其为“民俗化的玛雅文化”。
1. 1 2 3  Rizzo, Carmen. .   [2024-03-22]. （原始内容存档于2025-02-08） –2021-09-16.
2. ↑  . www.culturalsurvival.org. 2019-06-03  [2024-12-26]. （原始内容存档于2024-12-26） （英语）.
3. 1 2  Rasch, Elisabet Dueholm. . Journal of Latin American Studies. 2020-02, 52 (1). ISSN 0022-216X. doi:10.1017/S0022216X19000919 （英语）.
4. ↑  Dulfano, Isabel. . Palgrave Pivot. Houndmills, Basingstoke, Hampshire ; New York, NY: Palgrave Macmillan https://www.worldcat.org/title/908912829. 2015. ISBN 978-1-137-53130-8. OCLC 908912829. 缺少或|title=为空 (帮助)